# Formule 1 en France
Les acteurs de la Formule 1 en France regroupent les organisateurs du pouvoir sportif, des acteurs financiers, des industriels et des acteurs sportifs, constructeurs, motoristes, ingénieurs et pilotes.

## Pouvoir sportif

### Le pouvoir sportif français
La Fédération française du sport automobile (FFSA), fondée en 1952, a pour objet d'organiser, de diriger et de développer la pratique du sport automobile en France ; elle regroupe vingt-et-un comités régionaux constitués d'associations sportives automobiles (ASA). La FFSA agit dans le cadre de la Fédération internationale de l'automobile (FIA).
En octobre 2008, ne pouvant assumer la charge financière associée, la FFSA renonce a son statut de promoteur financier du Grand Prix de France de Formule 1.
La FFSA, qui est chargée du développement du sport automobile de haut niveau en France, a mis en place une filière nationale permettant de promouvoir la carrière des jeunes pilotes (notamment, dans les années 2010, Pierre Gasly et Norman Nato en Formula Renault 3.5 Series, Aurélien Panis en  Formule Renault 2.0 et Arthur Pic en GP2 Series),,,,.

### Le pouvoir sportif international
La Fédération internationale de l'automobile, qui regroupe les fédérations nationales de plus de cent pays, est chargée des questions sportives concernant la Formule 1, l'élaboration de sa règlementation technique et le contrôle des normes de sécurité qu'elle édicte.
La FIA a été présidée par le Français Jean-Marie Balestre de 1985 à 1993 et de 2009 à 2021 par le Français Jean Todt.

### Les circuits du Grand Prix de France
Sept circuits français ont accueilli des manches comptant pour le championnat du monde de Formule 1. Le circuit de Reims-Gueux fut le premier. Deux circuits en ont accueilli un grand nombre : Nevers Magny-Cours (14 Grands Prix) et le Castellet (18 Grands Prix). Raymond Roche a participé à la conception du circuit de Reims-Gueux, Charles Deutsch du circuit Bugatti, Louis Rosier du circuit de Charade , Jean-Pierre Beltoise et Henri Pescarolo du circuit Paul-Ricard. Historiquement les organisateurs du Grand Prix de France de Formule 1 étaient les automobiles clubs disposant d'un circuit ; les associations sportives automobiles ont pris le relais.
Le dernier Grand Prix automobile de France a eu lieu en 2019 au Paul-Ricard, après avoir fait son retour au calendrier du championnat du monde l'année précédente. Le Grand Prix fit son retour après dix d'absence. Durant près d'une décennie, malgré les efforts des pouvoirs publics et de la FFSA, aucun des postulants à l'organisation d'un Grand Prix de France n'est parvenu depuis à un accord avec la Formula One Management, société qui exploite commercialement les Grands Prix par délégation de la FIA, car la concurrence est grande avec les pays désireux d'organiser leur premier Grand Prix de Formule 1 même si le calendrier des saisons s'allonge année après année (20 Grands Prix en 2015 contre 15 en 2000).
| Nom                           | Développement | Nombre de Grands Prix organisés | Saisons de Formule 1                                              | Dernier vainqueur | Dernier vainqueur |
| Nom                           | Développement | Nombre de Grands Prix organisés | Saisons de Formule 1                                              | Pilote            | Écurie            |
| ----------------------------- | ------------- | ------------------------------- | ----------------------------------------------------------------- | ----------------- | ----------------- |
| Circuit de Nevers Magny-Cours |               | 18                              | 1991-2008                                                         | Felipe Massa      | Ferrari           |
| Circuit Paul-Ricard           |               | 17                              | 1971/1973/1975-1976/1978/1980/1982-1983/1985-1990/2018-2019/2021- | Max Verstappen    | Red Bull          |
| Circuit de Reims-Gueux        |               | 11                              | 1950-1951/1953-1954/1956/1958-1961/1963/1966                      | Jack Brabham      | Brabham           |
| Circuit de Rouen-les-Essarts  |               | 5                               | 1952/1957/1962/1964/1968                                          | Jacky Ickx        | Ferrari           |
| Circuit de Dijon-Prenois      |               | 5                               | 1974-1975/1977/1979/1981-1982/1984                                | Niki Lauda        | McLaren           |
| Circuit de Charade            |               | 4                               | 1965/1969-1970/1972                                               | Jackie Stewart    | Tyrrell           |
| Circuit Bugatti               |               | 1                               | 1967                                                              | Jack Brabham      | Brabham           |

## Acteurs financiers

### Les pouvoirs publics
Les pouvoirs publics territoriaux participent au financement des circuits situés dans leur région.
François Mitterrand donna l'impulsion initiale à la création du circuit de Nevers Magny-Cours.
Les Premiers ministres Édouard Balladur et François Fillon sont intervenus pour faciliter le financement du Grand Prix de France,.
Le Conseil général du Var et la Communauté d'agglomération Toulon Provence Méditerranée se sont mobilisés, sans succès, en faveur de la candidature du circuit Paul-Ricard à l'organisation du Grand Prix de France 2013.

### Les propriétaires d'écurie
Les constructeurs et les motoristes de Formule 1, surtout les constructeurs généralistes automobiles, investissent dans la discipline afin de recueillir des résultats en termes de recherche et de développement, mais aussi en termes d'image.
Selon une étude publiée en mars 2014, les propriétaires injectent annuellement en moyenne 72 millions d'euros dans leur écurie. Renault Sport aurait ainsi investi 650 millions d'euros de 2001 à 2005 (avec un gain du titre en 2005) ; Mercedes Grand Prix a investi 800 millions de 2010 à 2014 (avec un titre en 2014) et la Scuderia Ferrari 1,1 milliard de 1983 à 1999.

### Les commanditaires
Le sponsoring apparu dans les années 1970 via les logos sur les carrosserie des monoplaces, s'est développé au point de d'être encadré règlementairement par la Fédération internationale de l’automobile. Selon les législations nationales, les publicités pour les manufacturiers d'alcool et de tabac sont parfois interdites.
L'apport financier des commanditaires est passé en moyenne, par année et par écurie, de 20 millions d'euros au début des années 2000 à 8 millions d'euros.
Les commanditaires et partenaires techniques français les plus notoires sont :
- Elf, partenaire de March Engineering en 1970 de Williams F1 Team en 1971, 1988, de 1991 à 1993, en 1995, Tyrrell Racing de 1972 à 1978, en 1992, de Renault Sport de 1977 à 1981, de 1989 à 1990 et de 2002 à 2009, de Ligier en 1979, 1980, 1983 puis de 1990 à 1994, de Team Lotus de 1984 à 1989 et de Benetton Formula en 1994 et 1995 ;
- Gitanes pour Ligier de 1977 à 1994[19] ;
- Loto pour Ligier de 1984 à 1994 ;
- Antar pour Ligier en 1984, 1985, 1987 et 1989 ;
- Total pour Jordan Grand Prix en 1997, Prost Grand Prix en 1998, ultérieurement avec les moteurs Peugeot Sport et Renault Sport ;
- Gauloises pour Larrousse et Prost de 1997 à  1999[19].

Diverses entreprises françaises, dont Alcatel, Bull, Bouygues, Canal+, Essilor, Europcar ou Solocal ont pratiqué le sponsoring, ainsi que des administrations territoriales comme le Conseil général de la Seine-Maritime.

### Les circuits et télévisions
L'essentiel des ressources financières collectées par la Formula One Management provient des redevances payées par les circuits organisateurs de Grands Prix et des droits de retransmission des chaînes de télévision. Une partie de ces ressources est redistribuée aux dix premières écuries en compétition selon leur résultat au championnat du monde des constructeurs.
Les revenus sont globalement estimés à plusieurs centaines de millions de dollars chaque année. En 2012, le quotidien britannique The Telegraph précise que la FOM bénéficie contractuellement d'un revenu garanti de 7,1 milliards de dollars sur quinze ans, dont 4,7 milliards de dollars versés par les organisateurs des Grands Prix et 1,4 milliard de dollars de droits de retransmission télévisés (garantie limitée à cinq années selon la législation européenne).

#### France
En France, après La Cinq, la chaîne généraliste TF1 a diffusé les Grands Prix de 1992 à 2012. À partir de 2013, c'est une chaîne payante, Canal+, qui a obtenu les droits de diffusion pour une redevance annuelle de 29 millions d'euros, droits reconduits en 2017 pour trois ans jusqu'à la saison 2020, les droits comprenant aussi la Formule 2 FIA et le GP3,. En avril 2022, Canal+ annonce conserver les droits de diffusion jusqu'en 2029.

## Industriels français de l'automobile
Trois constructeurs automobiles généralistes français, Simca, Renault, Peugeot et trois constructeurs automobiles français de voitures de sport, Talbot, Gordini et Matra se sont engagés en Formule 1, 
De nombreux sous-traitants français ont participé à la conception et à la réalisation des châssis (techniques importées de l'aéronautique...) et des moteurs (usinage des bas de moteur, allumages ou injections électroniques...). La dispersion géographique de ces acteurs industriels, en région parisienne, autour du Circuit de Nevers Magny-Cours, autour du Circuit du Castellet ou autour du Circuit Bugatti, n'a pas permis de créer en France un pôle géographique de technologie automobile comme il en existe en particulier en région londonienne. Certains constructeurs français, comme Larrousse ou Renault Sport, ont ainsi délocalisé leur bureau de conception de châssis en Grande-Bretagne (Enstone).
Le manufacturier français de pneumatiques Michelin, durant 30 ans, et le pétrolier français Total (initialement Elf Aquitaine), depuis 40 ans, apportent leur concours à la Formule 1 en termes de recherche et de développement ainsi qu’en termes de production,
Les industriels français ont également développé des produits spécifiques afin d'assurer la préparation ou le bon déroulement des compétitions (tel Bull responsable de l'informatique chez Renault Sport au début des années 1990) ou afin d’assurer la logistique des écuries,.

## Acteurs sportifs

### Les constructeurs
Quatorze constructeurs français de Formule 1 ont conçu des châssis répondant aux normes de la Formule 1 et destinés à participer aux compétitions. Treize d'entre d'eux se sont engagés en championnat du monde. Des monoplaces Talbot-Lago et Simca-Gordini ont participé au championnat du monde des pilotes dès sa création, en 1950. Matra Sports, à la fin des années 1960, est à l'origine du renouveau des monoplaces de Formule 1 françaises ; Ligier et Renault F1 Team lui ont succédé avec le plus de succès.
Deux constructeurs français ont remporté le championnat du monde : Matra, en 1969, avec un moteur Ford-Cosworth, et Renault, en 2005 et 2006, avec ses propres moteurs. Ils ont également permis à Jackie Stewart et à Fernando Alonso de remporter le titre de champion du monde des pilotes.
Le premier constructeur de châssis français équipé d'un moteur français à remporter un Grand Prix aux mains d'un pilote français, fut Ligier au Grand Prix de Suède 1977 avec un Matra V12.
Une des plus petites écuries françaises était AGS qui commença en championnat du monde en 1986 avec sept mécaniciens pour voir son effectif culminer à soixante-dix employés quelques années plus tard. Renault F1 Team, avec l'entité Renault Sport de Viry-Châtillon responsable des moteurs et une entité en Grande-Bretagne pour les châssis était, en 2005, la plus importante des équipes françaises en budget et en effectif. Cette dernière est la seule en lice depuis son retour en 2016.

#### Liste des écuries françaises (non privées) ayant participées au championnat du monde de Formule 1
| Écuries                              | Nombre de Grands Prix disputés | Saisons de Formule 1      | Nombre de victoires | Nombre de titres pilote | Nombre de titres constructeur |
| ------------------------------------ | ------------------------------ | ------------------------- | ------------------- | ----------------------- | ----------------------------- |
| Alpine F1 Team/Renault F1 Team       | 388*                           | 1977-1985/2002-2010/2016- | 35                  | 2 (2005 et 2006)        | 2 (2005 et 2006)              |
| Ligier                               | 326                            | 1976-1996                 | 9                   | 0                       | 0                             |
| Larrousse F1                         | 128 (125 départs)              | 1987-1995                 | 0                   | 0                       | 0                             |
| Prost Grand Prix                     | 83                             | 1997-2001                 | 0                   | 0                       | 0                             |
| Automobiles Gonfaronnaises Sportives | 80 (47 départs)                | 1986-1991                 | 0                   | 0                       | 0                             |
| Matra Sports                         | 51                             | 1967-1972                 | 0                   | 0                       | 0                             |
| Équipe Gordini                       | 41                             | 1950-1956                 | 0                   | 0                       | 0                             |
| Automobiles Martini                  | 9 (4 départs)                  | 1978                      | 0                   | 0                       | 0                             |
| Talbot Lago                          | 4                              | 1950                      | 0                   | 0                       | 0                             |
| Automobiles Bugatti                  | 1                              | 1956                      | 0                   | 0                       | 0                             |

- La saison 2011 de Renault n'est pas prise en compte car l'écurie courrait sous licence britannique.
- Simca a fabriqué des Formule 1 qui ont participé au championnat en 1950, 1951, 1952 et 1953. Cependant la marque n'a jamais créé sa propre écurie.

### Les motoristes
Neuf motoristes français, dont huit se sont engagés en championnat du monde, ont produit des moteurs destinés à leurs propres monoplaces ou à des constructeurs de châssis. Bugatti, Gordini, Matra, Peugeot, Renault et Talbot ont conçu, produit et fait courir leurs réalisations. Mecachrome et Supertec étaient des sous-traitants du concepteur Renault.
Les moteurs Renault sont associés à douze titres de champion du monde des constructeurs et onze titres de champion du monde des pilotes. Renault Sport a été novateur avec le développement des moteurs turbocompressés.

#### Liste des motoristes français ayant participé au championnat du monde de Formule 1
| Nom        | Nombre de Grands Prix disputés | Saisons de Formule 1               | Nombre de victoires | Nombre de titres pilote                                               | Nombre de titres constructeur                                               |
| ---------- | ------------------------------ | ---------------------------------- | ------------------- | --------------------------------------------------------------------- | --------------------------------------------------------------------------- |
| Renault    | 664                            | 1977-1986/1989-1997/2001-          | 168                 | 11 (1992, 1993, 1995, 1996, 1997, 2005, 2006, 2010, 2011, 2012, 2013) | 12 (1992, 1993, 1994, 1995, 1996, 1997, 2005, 2006, 2010, 2011, 2012, 2013) |
| Matra      | 125                            | 1968/1970-1972/1975-1978/1981-1982 | 3                   | 0                                                                     | 0                                                                           |
| Peugeot    | 115                            | 1994-2000                          | 0                   | 0                                                                     | 0                                                                           |
| Gordini    | 41                             | 1950-1956                          | 0                   | 0                                                                     | 0                                                                           |
| Supertec   | 33                             | 1999-2000                          | 0                   | 0                                                                     | 0                                                                           |
| Mecachrome | 16                             | 1998                               | 0                   | 0                                                                     | 0                                                                           |
| Talbot     | 13                             | 1950-1951                          | 0                   | 0                                                                     | 0                                                                           |
| Bugatti    | 1                              | 1956                               | 0                   | 0                                                                     | 0                                                                           |

### Les ingénieurs
Les ingénieurs français de Formule 1 (aérodynamiciens, concepteurs et développeurs de châssis, concepteurs et développeurs de moteurs, ingénieurs de piste...), formés dans les écoles généralistes comme CentraleSupélec ou l'École nationale supérieure d'arts et métier, dans des écoles spécialisées comme l'École supérieure des techniques aéronautiques et de construction automobile et par les écuries elles-mêmes, ont non seulement œuvré en France mais aussi à l'étranger, notamment pour McLaren Racing, Mercedes Grand Prix, Scuderia Ferrari, Team Lotus ou encore Tyrrell Racing.

### Les pilotes
Soixante-et-onze pilotes français de Formule 1 se sont engagés dans des manches de championnat du monde. En 1977, Jacques Laffitte est le premier Français à remporter un Grand Prix de Formule 1 avec un châssis et un moteur français. Alain Prost a été titré à quatre reprises champion du monde en 1985, 1986, 1989 et 1993 et a remporté 51 victoires.
Plus globalement, les personnalités françaises de la Formule 1 se retrouvent au sein des pouvoirs sportifs nationaux et internationaux, des organisations de circuit, des industries, des écuries, du sponsoring et des médias.
| Nom                      | Nombre de Grands Prix disputés | Saisons de Formule 1 | Nombre de victoires | Nombre de podiums | Nombre de titres             |
| ------------------------ | ------------------------------ | -------------------- | ------------------- | ----------------- | ---------------------------- |
| Jean Alesi               | 202 (201 départs)              | 1989-2001            | 1                   | 32                | 0                            |
| Alain Prost              | 202 (199 départs)              | 1980-1991/1993       | 51                  | 106               | 4 (1985, 1986, 1989 et 1993) |
| Jacques Laffite          | 180 (176 départs)              | 1974-1986            | 6                   | 32                | 0                            |
| Romain Grosjean          | 179                            | 2009/2012-2020       | 0                   | 10                | 0                            |
| René Arnoux              | 165 (149 départs)              | 1978-1989            | 7                   | 22                | 0                            |
| Olivier Panis            | 158 (157 départs)              | 1994-1999/2001-2004  | 1                   | 5                 | 0                            |
| Jean-Pierre Jarier       | 134                            | 1971/1973-1983       | 0                   | 3                 | 0                            |
| Patrick Tambay           | 123 (114 départs)              | 1977-1979/1981-1986  | 2                   | 11                | 0                            |
| Philippe Alliot          | 117 (109 départs)              | 1984-1990/1993-1994  | 0                   | 0                 | 0                            |
| Patrick Depailler        | 95                             | 1972/1974-1980       | 2                   | 19                | 0                            |
| Jean-Pierre Beltoise     | 86                             | 1966-1974            | 1                   | 8                 | 0                            |
| Maurice Trintignant      | 84 (82 départs)                | 1950-1964            | 2                   | 10                | 0                            |
| Esteban Ocon             | 78                             | 2016-2018/2020-      | 1                   | 2                 | 0                            |
| Pierre Gasly             | 75                             | 2017-                | 1                   | 3                 | 0                            |
| Didier Pironi            | 72 (70 départs)                | 1978-1982            | 3                   | 13                | 0                            |
| Henri Pescarolo          | 64 (57 départs)                | 1968/1970-1974/1976  | 0                   | 1                 | 0                            |
| Erik Comas               | 63 (59 départs)                | 1991-1994            | 0                   | 0                 | 0                            |
| Olivier Grouillard       | 62 (41 départs)                | 1989-1992            | 0                   | 0                 | 0                            |
| Jean-Éric Vergne         | 58                             | 2012-2014            | 0                   | 0                 | 0                            |
| Jean Behra               | 56 (53 départs)                | 1951-1959            | 0                   | 9                 | 0                            |
| Philippe Streiff         | 55 (53 départs)                | 1984-1988            | 0                   | 1                 | 0                            |
| Jean-Pierre Jabouille    | 55 (49 départs)                | 1974-1975/1977-1981  | 2                   | 2                 | 0                            |
| Yannick Dalmas           | 49 (24 départs)                | 1987-1990/1994       | 0                   | 0                 | 0                            |
| François Cevert          | 46                             | 1970-1973            | 1                   | 13                | 0                            |
| Éric Bernard             | 45                             | 1989-1991/1994       | 0                   | 1                 | 0                            |
| Charles Pic              | 39                             | 2012-2013            | 0                   | 0                 | 0                            |
| Louis Rosier             | 38                             | 1950-1956            | 0                   | 2                 | 0                            |
| Jules Bianchi            | 34                             | 2013-2014            | 0                   | 0                 | 0                            |
| Bertrand Gachot          | 32                             | 1992/1994-1995       | 0                   | 0                 | 0                            |
| Robert Manzon            | 29 (28 départs)                | 1950-1956            | 0                   | 2                 | 0                            |
| Paul Belmondo            | 28 (7 départs)                 | 1992-1994            | 0                   | 0                 | 0                            |
| Sébastien Bourdais       | 27                             | 2008-2009            | 0                   | 0                 | 0                            |
| François Hesnault        | 21 (19 départs)                | 1984-1985            | 0                   | 0                 | 0                            |
| Pierre-Henri Raphanel    | 17 (1 départ)                  | 1989                 | 0                   | 0                 | 0                            |
| François Migault         | 16 (13 départs)                | 1972/1974-1975       | 0                   | 0                 | 0                            |
| Yves Giraud-Cabantous    | 14 (13 départs)                | 1950-1953            | 0                   | 0                 | 0                            |
| Pascal Fabre             | 14 (11 départs)                | 1987                 | 0                   | 0                 | 0                            |
| Philippe Étancelin       | 13 (12 départs)                | 1950-1952            | 0                   | 0                 | 0                            |
| Guy Ligier               | 13 (12 départs)                | 1966-1967            | 0                   | 0                 | 0                            |
| Johnny Servoz-Gavin      | 13 (12 départs)                | 1967-1970            | 0                   | 1                 | 0                            |
| André Simon              | 12 (11 départs)                | 1951-1952/1955-1957  | 0                   | 0                 | 0                            |
| Jean-Christophe Boullion | 11                             | 1995                 | 0                   | 0                 | 0                            |
| Élie Bayol               | 11 (7 départs)                 | 1952-1956            | 0                   | 0                 | 0                            |
| Jean-Marc Gounon         | 10 (9 départs)                 | 1993-1994            | 0                   | 0                 | 0                            |
| Michel Leclère           | 8 (7 départs)                  | 1975-1976            | 0                   | 0                 | 0                            |
| Franck Montagny          | 7                              | 2006                 | 0                   | 0                 | 0                            |
| Pierre Levegh            | 6                              | 1950-1951            | 0                   | 0                 | 0                            |
| Bernard Collomb          | 6 (4 départs)                  | 1961-1963            | 0                   | 0                 | 0                            |
| Raymond Sommer           | 5                              | 1950                 | 0                   | 0                 | 0                            |
| Jacques Pollet           | 5                              | 1954-1955            | 0                   | 0                 | 0                            |
| Eugène Chaboud           | 3                              | 1950-1951            | 0                   | 0                 | 0                            |
| Guy Mairesse             | 3                              | 1950-1951            | 0                   | 0                 | 0                            |
| Jo Schlesser             | 3                              | 1966-1968            | 0                   | 0                 | 0                            |
| José Dolhem              | 3 (1 départ)                   | 1974                 | 0                   | 0                 | 0                            |
| Eugène Martin            | 2                              | 1950                 | 0                   | 0                 | 0                            |
| Henri Louveau            | 2                              | 1950-1951            | 0                   | 0                 | 0                            |
| Patrick Gaillard         | 2                              | 1979                 | 0                   | 0                 | 0                            |
| Franck Lagorce           | 2                              | 1994                 | 0                   | 0                 | 0                            |
| Gérard Larrousse         | 2 (1 départ)                   | 1974                 | 0                   | 0                 | 0                            |
| Jean-Louis Schlesser     | 2 (1 départ)                   | 1983/1988            | 0                   | 0                 | 0                            |
| Charles Pozzi            | 1                              | 1950                 | 0                   | 0                 | 0                            |
| Aldo Gordini             | 1                              | 1951                 | 0                   | 0                 | 0                            |
| Georges Grignard         | 1                              | 1951                 | 0                   | 0                 | 0                            |
| Marcel Balsa             | 1                              | 1952                 | 0                   | 0                 | 0                            |
| Roger Loyer              | 1                              | 1954                 | 0                   | 0                 | 0                            |
| Jean Lucas               | 1                              | 1955                 | 0                   | 0                 | 0                            |
| Mike Sparken             | 1                              | 1955                 | 0                   | 0                 | 0                            |
| André Guelfi             | 1                              | 1958                 | 0                   | 0                 | 0                            |
| Robert La Caze           | 1                              | 1958                 | 0                   | 0                 | 0                            |
| François Picard          | 1                              | 1958                 | 0                   | 0                 | 0                            |
| Max Jean                 | 1                              | 1971                 | 0                   | 0                 | 0                            |
| François Mazet           | 1                              | 1971                 | 0                   | 0                 | 0                            |
| Stéphane Sarrazin        | 1                              | 1999                 | 0                   | 0                 | 0                            |
| Jean Lucienbonnet        | 1 (0 départ)                   | 1959                 | 0                   | 0                 | 0                            |
| Jean-Louis Lafosse       | 1 (0 départ)                   | 1974                 | 0                   | 0                 | 0                            |